# Vaux-en-Beaujolais
Vaux-en-Beaujolais este o comună în departamentul Rhône din sud-estul Franței. În 2009 avea o populație de 1.023 de locuitori.

## Evoluția populației
| An        | 1975 | 1982 | 1990 | 1999 | 2006 | 2009  |
| --------- | ---- | ---- | ---- | ---- | ---- | ----- |
| Populație | 595  | 620  | 669  | 766  | 946  | 1.023 |